# Passiflora biflora
Passiflora biflora är en passionsblomsväxtart som beskrevs av Jean-Baptiste de Lamarck. Passiflora biflora ingår i släktet passionsblommor, och familjen passionsblomsväxter. Inga underarter finns listade i Catalogue of Life.

## Bildgalleri

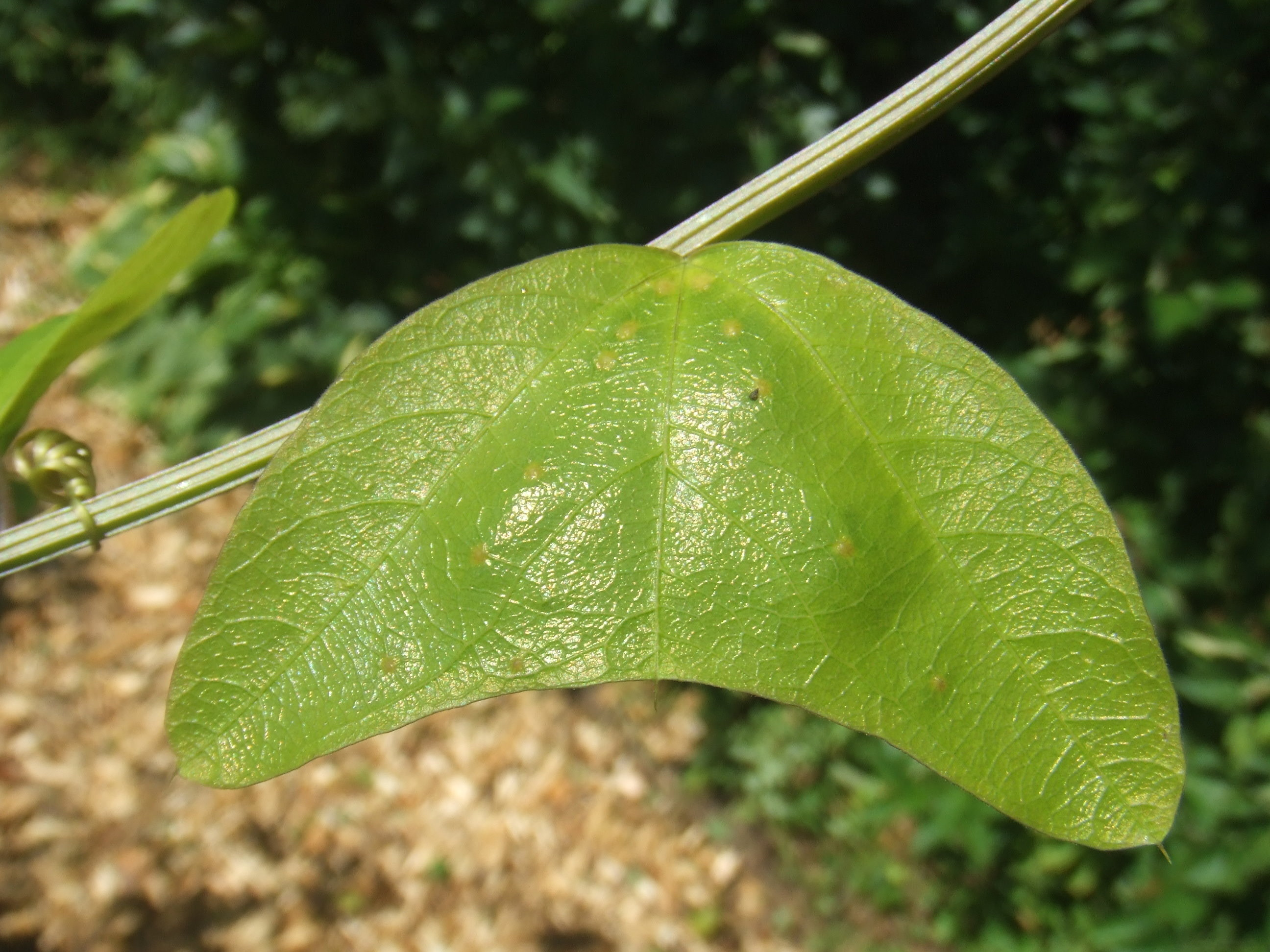
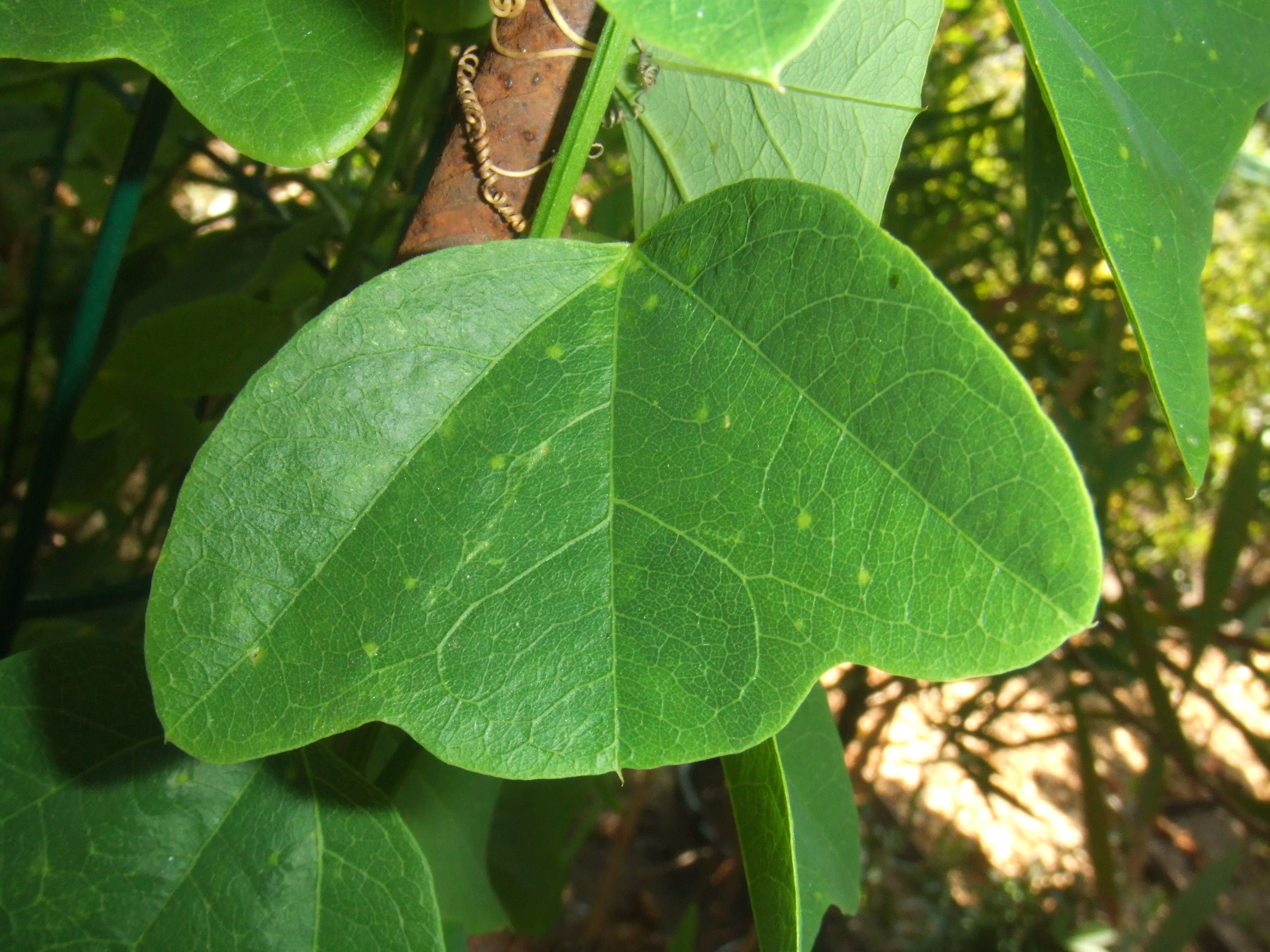
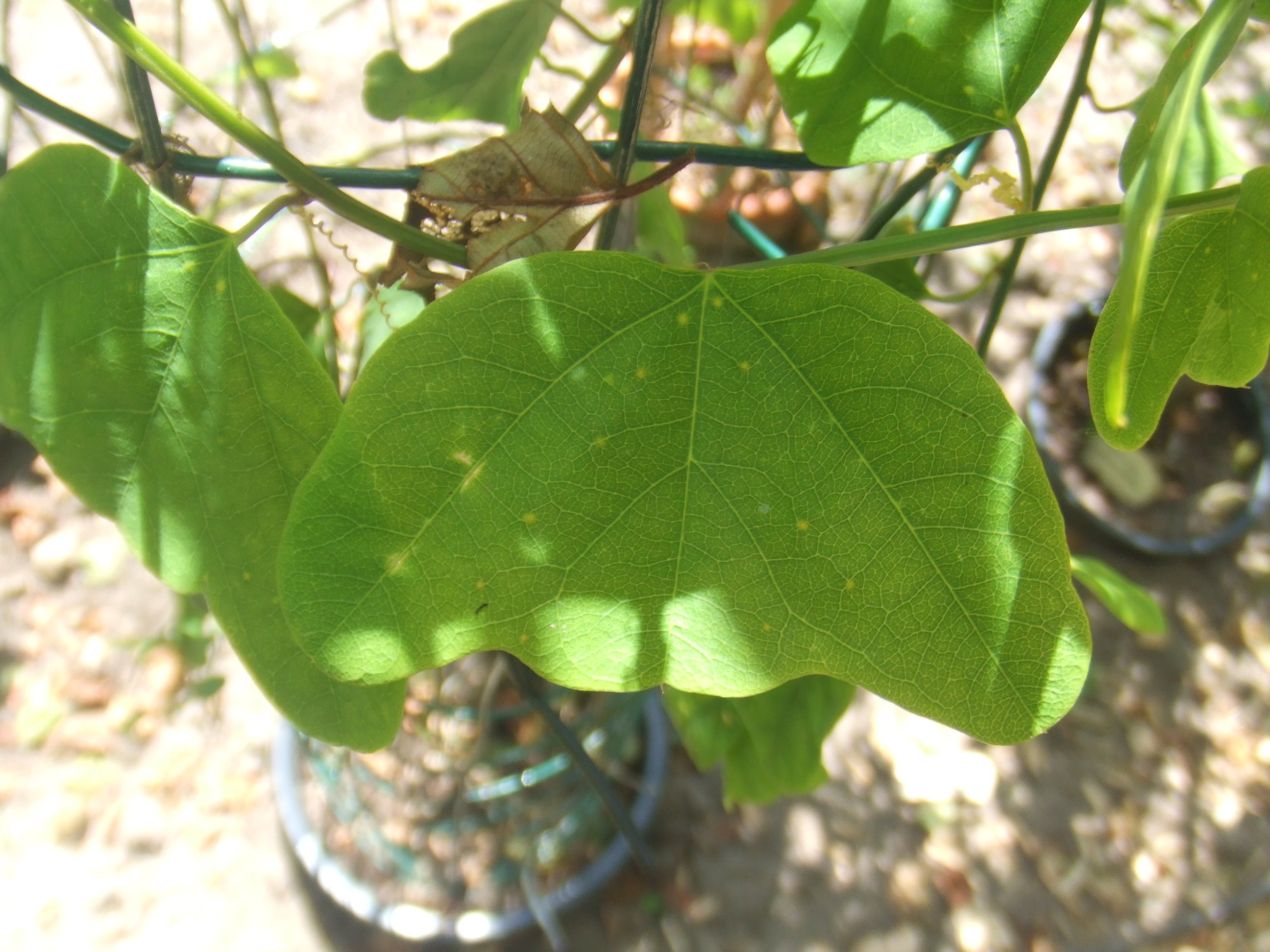
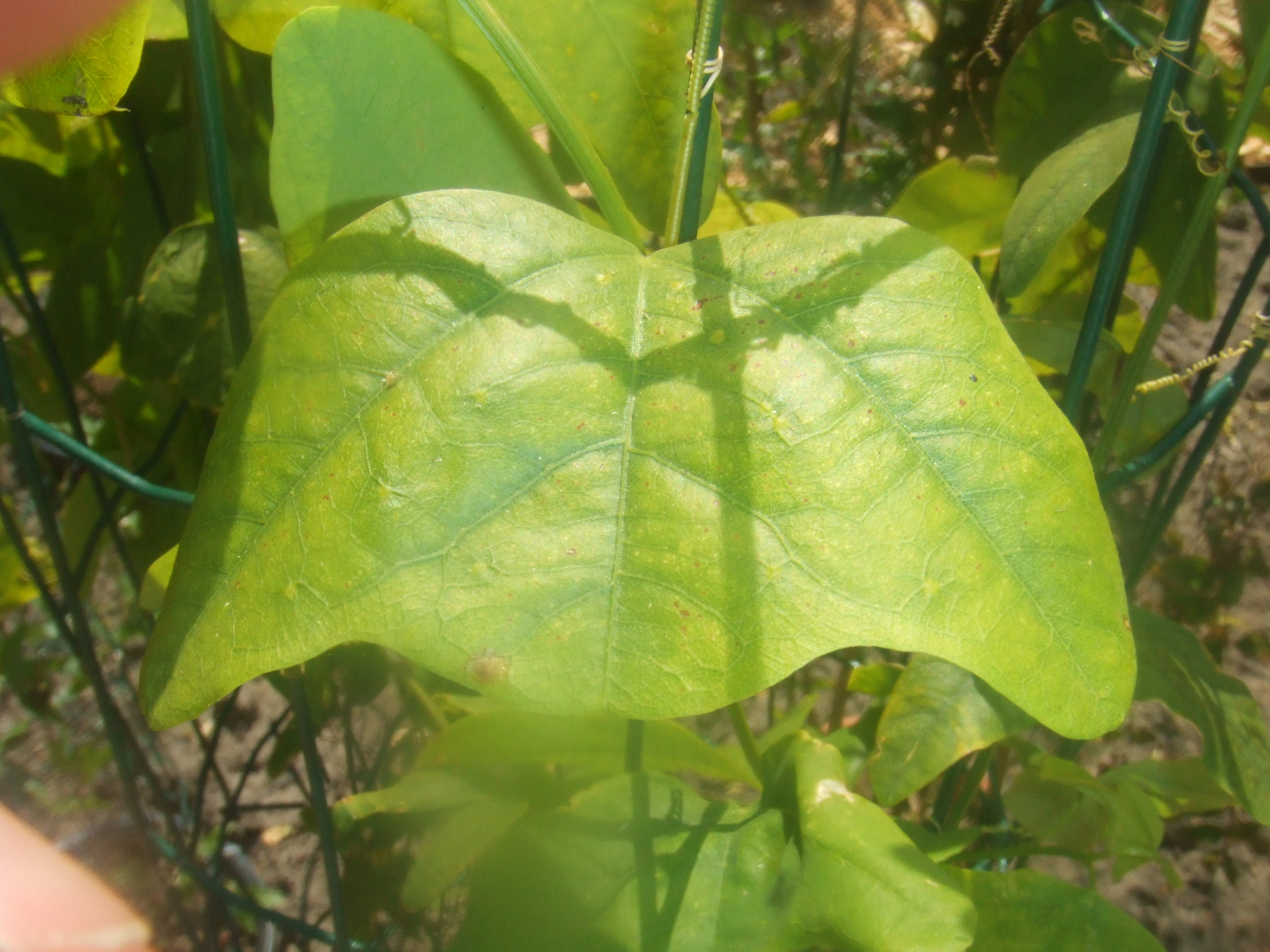